# Людавська сільська рада
| Людавська сільська рада — колишній орган місцевого самоврядування у Жмеринському районі Вінницької області з адміністративним центром у с. Людавка. Сільській раді підпорядковані населені пункти: - с. Людавка |

## Склад ради
Рада складалася з 12 депутатів та голови.

## Керівний склад сільської ради
| ПІБ                          | Основні відомості                                                                                     | Дата обрання | Дата звільнення |
| ---------------------------- | --- | ------------ | --------------- |
| Пашковський Роман Сергійович | Сільський голова, 1963 року народження, освіта, член Партії національно-економічного розвитку України | 26.03.2006   | 31.10.2010      |
| Пашковський Роман Сергійович | Сільський голова, 1963 року народження, освіта вища, безпартійний                                     | 31.10.2010   |                 |

Примітка: таблиця складена за даними джерела